# گودزیلا در برابر گودزیلای مکانیکی ۲
گودزیلا در برابر گودزیلای مکانیکی ۲ (به انگلیسی: Godzilla vs. Mechagodzilla II) که در ژاپن با عنوان گودزیلا در برابر گودزیلای مکانیکی (به ژاپنی: ゴジラvsメカゴジラ) و در بریتانیا با عنوان گودزیلا در برابر گودزیلای مکانیکی ۱۹۹۳ (به انگلیسی: Godzilla vs. Mechagodzilla 1993) توزیع شد، فیلمی در ژانر علمی–تخیلی و کایجو به کارگردانی تاکائو اوکاوارا است که در سال ۱۹۹۳ منتشر شد. گرچه عنوان ژاپنی فیلم با فیلم گودزیلا در برابر گودزیلای مکانیکی محصول سال ۱۹۷۴ یکی است اما نه بازسازی آن است و نه برداشتی نو از آن. فیلم به رغم عنوانش در آمریکای شمالی دنباله‌ای برای فیلم ۱۹۷۴ نیست.